# Torrent de Sagàs
El torrent de Sagàs és un torrent de l'Alt Urgell que desemboca al riu de Casanoves.